# Heliotropium shirazicum
Heliotropium shirazicum är en strävbladig växtart som beskrevs av Mozaff. Heliotropium shirazicum ingår i Heliotropsläktet som ingår i familjen strävbladiga växter. Inga underarter finns listade i Catalogue of Life.